# نجية زينل
نجية زينل (13 ديسمبر 1982 -)، ممثلة بحرينية.

## عن حياتها
قدمت أعمال مسرحية كثيرة، وشاركت كممثلة في التلفزيون عام 2002 من خلال مسلسل شوية ملح، وهي حاصلة على جائزة أفضل ممثلة في عام 2006 عن دورها في مسرحية «الجلف».

## أعمالها

### من المسلسلات
- شوية ملح.
- ملاذ الطير.
- نعم ولا.
- الفجر المستحيل.
- بنات آدم.

### من المسرحيات
- الجلف.

## روابط خارجية
- نجية زينل على موقع قاعدة بيانات الأفلام العربية